# Betula kenaica
Betula kenaica là một loài thực vật có hoa trong họ Betulaceae. Loài này được W.H.Evans mô tả khoa học đầu tiên năm 1899.